# شب‌گرد (فیلم)
شب‌گرد (انگلیسی: Nocturnal) فیلم نئو-نوآر جنایی محصول سال ۲۰۲۵ کره جنوبی به نویسندگی و کارگردانی کیم جین هوانگ و با بازی ها جونگ وو، کیم نام گیل، یو دا این و جونگ مان شیک است. این فیلم داستان جستجوی بی پایان مین ته برای حقیقت پس از مرگ برادرش، ناپدید شدن خواهرزنش و رمان پرفروشی که طرز عجیبی وقوع جرم را پیش‌بینی کرده بود، روایت می‌کند. این فیلم در ۵ فوریه ۲۰۲۵ منتشر شد.

## بازیگران
- ها جونگ وو در نقش به مین ته[۳]
- کیم نام گیل در نقش کانگ هو ریونگ[۳]
- یو دا این در نقش چا مون یونگ
- جونگ مان شیک در نقش سوک چانگ مو